# Borod (gmina)
Borod – gmina w Rumunii, w okręgu Bihor. Obejmuje miejscowości Borod, Borozel, Cetea, Cornițel, Șerani i Valea Mare de Criș. W 2011 roku liczyła 3843 mieszkańców.